# 파블로 사라비아
파블로 사라비아 가르시아(스페인어: Pablo Sarabia García 'paβlo sa'ɾaβja ɣar'θi.a[*], 1992년 5월 11일~)는 스페인의 축구 선수로, 현재 울버햄프턴 원더러스 소속이다. 주로 공격형 미드필더로 활약하는 그는 좌측 미드필더로도 활약할 수 있다.

## 클럽 경력
마드리드 출신인 사라비아는 2004년까지 보바디야 델 몬테의 서마드리드 축구 학교에서 축구를 하다가 12세의 나이에 레알 마드리드로 이적했다. 레알 마드리드의 다수 연령대를 거친 사라비아는 2010년 1월 3일, 알코르콘과의 세군다 디비시온 B 경기에서 프로 데뷔전을 펼쳤다. 2주 후, 그는 5-2로 이긴 라싱 산탄데르 B와의 안방 경기에서 레알 마드리드 카스티야 소속으로 1호, 2호골을 연달아 득점했다.
2010년 12월, 사라비아는 오세르와의 UEFA 챔피언스리그 경기를 앞두고 1군에 처음으로 차출되었다. 그는 33번 등번호를 받아 4-0으로 이긴 12월 8일자 조별 리그 경기의 72분에 크리스티아누 호날두와 교체되어 들어가 경기를 뛰었다. 신고식을 치른 후, 사라비아는 "오늘은 잊을 수 없는 환상적인 밤이었습니다."라고 소감을 밝혔다.
카스티야에서의 2년차에 알베르토 토릴 감독은 사라비아를 선수단의 주축 선수로 비중을 올렸고, 그가 주로 활동하는 측면 대신에 공격형 미드필더로 수행하도록 지시했다. 그는 리그에서 12골을 넣어, 각각 14골씩 넣은 호셀루와 알바로 모라타에 이어 선수단 내 득점 3위를 기록하는 것으로 보답했지만, 카스티야는 승격 플레이오프전을 안타깝게 놓쳤다.
2011년 7월 3일, 사라비아는 시 외곽 이웃의 헤타페와 5년 계약을 맺었고, 이적료는 €3M으로 보고되었는데, 레알 마드리드 측은 2년 안에 선수를 도로 영입할 수 있게 인수조항을 삽입했다. 그는 이듬해 9월 15일에 1-4로 패한 바르셀로나와의 안방 경기에서 1부 리그 첫 골을 기록했다.
2016년 6월 9일, 소속 구단이 강등되면서, 사라비아는 세비야와 4년 계약을 맺었다.

## 국가대표팀 경력
2008년, 사라비아는 스페인 U-16 국가대표팀 경기에 처음으로 출전했다. 그는 U-17 국가대표팀 일원으로 나이지리아에서 열린 2009년 FIFA U-17 월드컵에 참가해 7경기를 모두 뛰어 자국 선수단의 3위에 일조했다.
2011년, 사라비아는 스페인 U-19 국가대표팀의 주장을 맡아 UEFA U-19 축구 선수권 대회에 참가했고, 대회는 우승으로 끝났다.

## 경력 통계
2023년 5월 20일 기준
| 클럽                   | 시즌      | 리그 | 리그 | 컵   | 컵 | 대륙 | 대륙 | 기타 | 기타 | 합계 | 합계 |
| 클럽                   | 시즌      | 출장 | 골   | 출장 | 골 | 출장 | 골   | 출장 | 골   | 출장 | 골   |
| ---------------------- | --------- | ---- | ---- | ---- | -- | ---- | ---- | ---- | ---- | ---- | ---- |
| 레알 마드리드 카스티야 | 2009–10   | 16   | 3    | —    | —  | —    | —    | —    | —    | 16   | 3    |
| 레알 마드리드 카스티야 | 2010–11   | 33   | 12   | —    | —  | —    | —    | —    | —    | 33   | 12   |
| 레알 마드리드 카스티야 | 합계      | 49   | 15   | —    | —  | —    | —    | —    | —    | 49   | 15   |
| 레알 마드리드          | 2010–11   | 0    | 0    | 0    | 0  | 1    | 0    | —    | —    | 1    | 0    |
| 레알 마드리드          | 합계      | 0    | 0    | 0    | 0  | 1    | 0    | —    | —    | 1    | 0    |
| 헤타페                 | 2011–12   | 19   | 0    | 1    | 0  | —    | —    | —    | —    | 20   | 0    |
| 헤타페                 | 2012–13   | 13   | 1    | 3    | 1  | —    | —    | —    | —    | 16   | 2    |
| 헤타페                 | 2013–14   | 33   | 1    | 4    | 1  | —    | —    | —    | —    | 37   | 2    |
| 헤타페                 | 2014–15   | 35   | 2    | 5    | 2  | —    | —    | —    | —    | 40   | 4    |
| 헤타페                 | 2015–16   | 31   | 7    | 1    | 0  | —    | —    | —    | —    | 32   | 7    |
| 헤타페                 | 합계      | 131  | 11   | 14   | 4  | —    | —    | —    | —    | 145  | 15   |
| 세비야                 | 2016–17   | 34   | 8    | 3    | 2  | 7    | 1    | 2    | 0    | 46   | 11   |
| 세비야                 | 2017–18   | 34   | 6    | 8    | 2  | 11   | 1    | 0    | 0    | 53   | 9    |
| 세비야                 | 2018–19   | 33   | 13   | 5    | 1  | 13   | 8    | 1    | 1    | 52   | 23   |
| 파리 생제르맹          | 2019-20   | 21   | 4    | 9    | 8  | 9    | 2    | 1    | 0    | 40   | 14   |
| 파리 생제르맹          | 2020-21   | 27   | 6    | 5    | 1  | 4    | 0    | 1    | 0    | 37   | 7    |
| 파리 생제르맹          | 2021-22   | 2    | 1    | 0    | 0  | 0    | 0    | 0    | 0    | 2    | 1    |
| 파리 생제르맹          | 2022-23   | 14   | 0    | 1    | 0  | 3    | 0    | 1    | 0    | 19   | 0    |
| 스포르팅               | 2021-22   | 29   | 15   | 8    | 4  | 8    | 2    | 0    | 0    | 45   | 21   |
| 울버햄튼               | 2022-23   | 13   | 1    | 0    | 0  | 0    | 0    | 0    | 0    | 13   | 1    |
| 경력 합계              | 경력 합계 | 387  | 78   | 53   | 22 | 55   | 13   | 6    | 1    | 501  | 114  |

## 수상

#### 파리 생제르맹
- 리그 1 : 2019–20, 2021–22, 2022–23
- 쿠프 드 라 리그 : 2019-20
- 쿠프 드 프랑스 : 2019–20, 2020–21
- 트로페 데 샹피옹 : 2019, 2020, 2022
- UEFA 챔피언스리그 준우승 : 2019-20

#### 스포르팅
- 타사 데 포르투갈 : 2021-22

#### 스페인
- FIFA U-17 월드컵 : 3위 (2009)
- UEFA U-19 유로 : 2011
- UEFA U-21 유로 : 2013
- UEFA 네이션스리그 : 준우승 (2020-21)